# Krummenau
Krummenau est une localité et une ancienne commune suisse du canton de Saint-Gall, située dans la circonscription électorale de Toggenburg.

## Histoire

Photo aérienne par Walter Mittelholzer (entre 1918 et 1937)

Le village de Krummenau, situé sur la rive droite de la Thur et mentionné dès 1266, a été créé au XIIe siècle par des serfs de l'abbaye de Saint-Gall qui l'acheta en 1468 avant que la région ne passe à la Réforme protestante en 1524.
Krummenau est ensuite érigé en commune avec les villages de Neu Sankt Johann, Dorf et Ennetbühl. Le 1er janvier 2005, elle fusionne avec sa voisine de Nesslau pour former la nouvelle commune de Nesslau-Krummenau ; cette dernière fusionnera à son tour le 1er janvier 2013 avec Stein pour former la nouvelle commune de Nesslau.